# Protalebrella
Protalebrella är ett släkte av insekter. Protalebrella ingår i familjen dvärgstritar.
Kladogram enligt Catalogue of Life:
| Protalebrella | \| \| Protalebrella brasiliensis \| \| \| \| \| \| Protalebrella conica \| \| \| \| \| \| Protalebrella iris \| \| \| \| \| \| Protalebrella panamensis \| \| \| \| \| \| Protalebrella parana \| \| \| \| \| \| Protalebrella prima \| \| \| \| \| \| Protalebrella quarta \| \| \| \| \| \| Protalebrella schachovskoyi \| \| \| \| \| \| Protalebrella secunda \| \| \| \| \| \| Protalebrella terminata \| \| \| \| \| \| Protalebrella tertia \| \| \| \| |
|               | \| \| Protalebrella brasiliensis \| \| \| \| \| \| Protalebrella conica \| \| \| \| \| \| Protalebrella iris \| \| \| \| \| \| Protalebrella panamensis \| \| \| \| \| \| Protalebrella parana \| \| \| \| \| \| Protalebrella prima \| \| \| \| \| \| Protalebrella quarta \| \| \| \| \| \| Protalebrella schachovskoyi \| \| \| \| \| \| Protalebrella secunda \| \| \| \| \| \| Protalebrella terminata \| \| \| \| \| \| Protalebrella tertia \| \| \| \| |
|               | Protalebrella brasiliensis |
|               | |
|               | Protalebrella conica |
|               | |
|               | Protalebrella iris |
|               | |
|               | Protalebrella panamensis |
|               | |
|               | Protalebrella parana |
|               | |
|               | Protalebrella prima |
|               | |
|               | Protalebrella quarta |
|               | |
|               | Protalebrella schachovskoyi |
|               | |
|               | Protalebrella secunda |
|               | |
|               | Protalebrella terminata |
|               | |
|               | Protalebrella tertia |
|               | |